# Département de Zonda
Pour les articles homonymes, voir Zonda.
Le département de Zonda est une des 19 subdivisions de la province de San Juan, en Argentine. Son chef-lieu est la ville de Villa Basilio Nievas.
Le département a une superficie de 4 391 km2. Sa population s'élevait à 4 038 habitants au recensement de 2001.

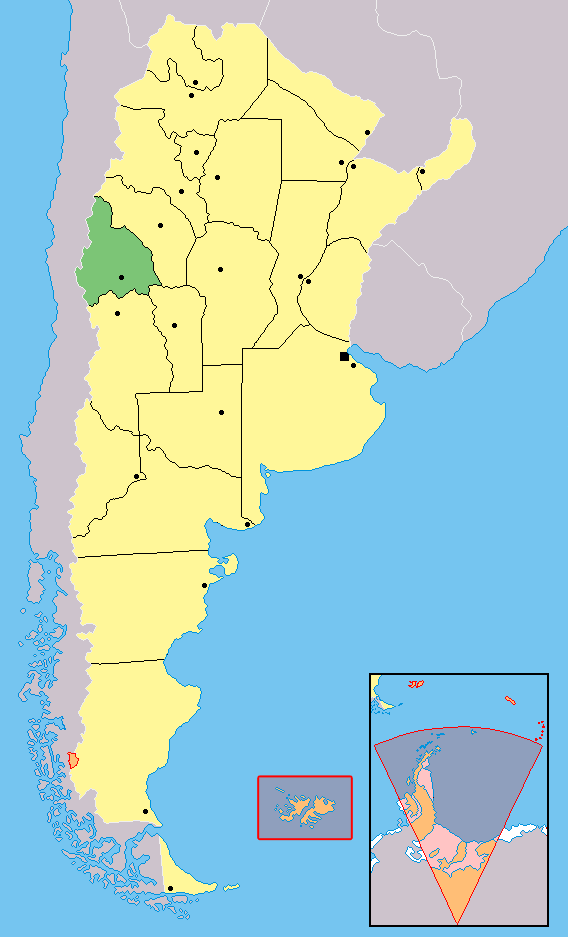
Localisation de la province de San Juan en Argentine